# Sebastian (norsk album)
 For alternative betydninger, se Sebastian. (Se også artikler, som begynder med Sebastian)
Sebastian er navnet på et norsksproget album med den danske sanger og sangskriver Sebastian. Det består hovedsageligt af sange fra det danske album Ulvehøjen. "Balladen om Anton" stammer dog fra Gøgleren, Anton og de andre (1975), mens "Lykkesmed" først blev udsendt på dansk i 1980 til opsamlings-lp'en Folkemunde 1.

## Numre

### Side 1
1. "Her er en sang" (3:55)
2. "Vintervise" (3:49)
3. "Sort marsipan" (3:25)
4. "Katten" (3:45)
5. "Jennys himmelferd" (3:55)
6. "Lykkesmed" (4:57)

### Side 2
1. "Ulvehøyden" (5:57)
2. "Ansikt til ansikt" (2:45)
3. "Mediemassøsa/1999" (6:25)
4. "I morgendagens lys" (3:24)
5. "Balladen om Anton" (4:45)